# Andreï Razine
Pour les articles homonymes, voir Razine.
Temple de la renommée russe : 2002
Andreï Vladimirovitch Razine - en russe : Андрей Владимирович Разин et en anglais : Andrei Razin (né le 23 octobre 1973 à Togliatti en URSS) est un joueur professionnel russe de hockey sur glace devenu entraîneur. Il évolue au poste d'attaquant.

## Biographie

### Carrière de joueur
Il commence sa carrière avec le CSK VVS Samara dans la Vyschaïa liga en 1990. Il débute dans la MHL deux ans plus tard avec le Lada Togliatti. Il a remporté le championnat national 1994. Il rejoint alors le Metallourg Magnitogorsk avec qui il remporte le championnat de Russie 1999 et 2001, la Ligue européenne de hockey 1999 et 2000. Il est repêché en 6e ronde, 177e au total par les Flyers de Philadelphie au repêchage d'entrée 2001 de la Ligue nationale de hockey. Il également porté les couleurs du HK Dinamo Moscou, du HK CSKA Moscou, de l'Avangard Omsk et du HK MVD. Il met un terme à sa carrière en 2007 après une saison avec le Khimik Voskressensk.

### Carrière internationale
Il a représenté la Russie En équipe nationale.

## Trophées et honneurs personnels
Superliga
- 2001 : nommé meilleur joueur.
- 2001 : nommé dans l'équipe type.
- 2001 : termine meilleur pointeur.
- 2001-2002 : participe au Match des étoiles avec l'équipe Ouest.
- 2002-2003 : participe au Match des étoiles avec l'équipe Ouest.
- 2002 : nommé dans l'équipe type.
- 2002 : termine meilleur passeur.
- 2003-2004 : participe au Match des étoiles avec l'équipe Ouest.
- 2004 : termine meilleur passeur.

## Statistiques

### En club
| Saison    | Équipe                  | Ligue         |    | Saison régulière | Saison régulière | Saison régulière | Saison régulière | Saison régulière |    | Séries éliminatoires | Séries éliminatoires | Séries éliminatoires | Séries éliminatoires | Séries éliminatoires |
| Saison    | Équipe                  | Ligue         | PJ | B                | A                | Pts              | Pun              | PJ               | B  | A                    | Pts                  | Pun                  |                      |                      |
| 1990-1991 | CSK VVS Samara          | Vyschaïa liga | 2  | 0                | 0                | 0                | 2                |                  |    |                      |                      |                      |                      |                      |
| 1991-1992 | CSK VVS Samara          | Vyschaïa Liga | 42 | 15               | 16               | 31               | 26               |                  |    |                      |                      |                      |                      |                      |
| 1992-v93  | CSK VVS Samara          | Vyschaïa Liga | 29 | 8                | 7                | 15               | 12               |                  |    |                      |                      |                      |                      |                      |
| 1992-1993 | Lada Togliatti          | Superliga     | 12 | 1                | 2                | 3                | 0                | 1                | 0  | 0                    | 0                    | 0                    |                      |                      |
| 1993-1994 | Lada Togliatti          | Superliga     | 15 | 1                | 1                | 2                | 8                | 5                | 0  | 1                    | 1                    | 4                    |                      |                      |
| 1994-1995 | Metallurg Magnitogorsk  | Superliga     | 49 | 11               | 14               | 25               | 12               | 7                | 3  | 2                    | 5                    | 16                   |                      |                      |
| 1995-1996 | Metallurg Magnitogorsk  | Superliga     | 40 | 6                | 11               | 17               | 28               | 4                | 0  | 0                    | 0                    | 2                    |                      |                      |
| 1996-1997 | CSK VVS Samara          | Superliga     | 32 | 7                | 8                | 15               | 12               | 2                | 0  | 1                    | 1                    | 2                    |                      |                      |
| 1997-1998 | Metallourg Magnitogorsk | Superliga     | 46 | 6                | 32               | 38               | 12               | 10               | 3  | 5                    | 8                    | 4                    |                      |                      |
| 1998-1999 | Metallourg Magnitogorsk | Superliga     | 39 | 7                | 25               | 32               | 14               | 16               | 4  | 3                    | 6                    | 6                    |                      |                      |
| 1999-2000 | Metallourg Magnitogorsk | Superliga     | 27 | 11               | 9                | 20               | 8                | 12               | 3  | 2                    | 5                    | 4                    |                      |                      |
| 2000-2001 | Metallourg Magnitogorsk | Superliga     | 44 | 16               | 31               | 47               | 78               | 12               | 7  | 6                    | 13                   | 20                   |                      |                      |
| 2001-2002 | Dinamo Moscou           | Superliga     | 50 | 11               | 32               | 43               | 96               | 3                | 2  | 2                    | 4                    | 0                    |                      |                      |
| 2002-2003 | Dinamo Moscou           | Superliga     | 40 | 9                | 28               | 37               | 55               | 5                | 1  | 3                    | 4                    | 24                   |                      |                      |
| 2003-2004 | CSKA Moscou             | Superliga     | 57 | 10               | 42               | 52               | 68               | --               | -- | --                   | --                   | --                   |                      |                      |
| 2004-2005 | Avangard Omsk           | Superliga     | 19 | 2                | 5                | 7                | 10               | --               | -- | --                   | --                   | --                   |                      |                      |
| 2004-2005 | Metallourg Magnitogorsk | Superliga     | 32 | 5                | 9                | 14               | 18               | 5                | 1  | 2                    | 3                    | 14                   |                      |                      |
| 2005-2006 | HK MVD                  | Superliga     | 4  | 0                | 3                | 3                | 0                | --               | -- | --                   | --                   | --                   |                      |                      |
| 2006-2007 | Khimik Voskressensk     | Vyschaïa Liga | 2  | 2                | 1                | 3                | 0                | 12               | 5  | 11                   | 16                   | 2                    |                      |                      |

### En équipe nationale
| Année | Compétition          |   | PJ | B | A | Pts | Pun                         |  | Résultats |
| 2001  | Championnat du monde | 7 | 3  | 4 | 7 | 4   | Éliminée en quart de finale |  |           |